# Quartiere Coffee
Quartiere Coffee es un grupo musical italiano formado en 2004.

## Historia
El grupo se formó en Grosseto (Toscana) en 2004.
Después de tres álbumes, el cantante Kg Man dejó la banda en 2014 y fue reemplazado por el tecladista Rootman. En agosto de 2016, el grupo ocupó el segundo lugar en el "Reggae World Contest" del Ostróda Reggae Festival. En mayo de 2017 se lanzó el cuarto álbum Conscience.
El 13 de noviembre de 2020 el grupo anunció oficialmente el regreso de Kg Man en la alineación y la producción de un nuevo álbum.
Entre las canciones más significativas del grupo se encuentran los sencillos Sweet Aroma (2010), Italian Reggae Familia (2013) y In Jamaica (2016).

## Discografía
- 2008: In-A
- 2010: Vibratown
- 2013: Italian Reggae Familia
- 2017: Conscience
- 2024: La mia terra